# Magnus Hedlund (ishockeyspelare)
Magnus Hedlund, född 26 april 1982 i Borlänge, är en svensk numera pensionerad ishockeyspelare som spelat bland annat för Leksands IF.
Magnus Hedlund slog igenom som back i Mora IK säsongen 1999-2000 och har sedan dess även spelat för MODO, där han med tiden även började spela centerforward. Under JVM 2001 var Hedlund landslagets bäste poängplockare.
Säsongen 2004-2005 återvände Hedlund till Dalarna och hemorten Borlänge för att spela med Leksands IF.